# 크리미널 마인드: 워싱턴 D.C.
크리미널 마인드: 워싱턴 D.C.(Criminal Minds: Suspect Behavior)는 2011년 방영된 크리미널 마인드의 스핀오프 드라마이다.